# Abhishek Das
Abhishek Das (Calcutta, 15 novembre 1993) è un calciatore indiano, difensore del Diamond Harbour.

## Carriera

### Club
Ha giocato nella prima divisione indiana.

### Nazionale
Ha giocato nelle nazionali giovanili indiane.